# Lars-Erik Olsson
Lars-Erik Olsson, född 22 februari 1927 i Oscar Fredriks församling i Göteborg, död 3 maj 1991 i Vallda i Kungsbacka kommun, var en svensk handbollsspelare, utomhus och inomhus. Han var äldre bror till landslagskollegan Hans Olsson.

## Karriär
Lars-Erik Olsson började spela handboll i Redbergslids IK:s pojklag och debuterade i A-laget 1945. Olsson spelade hela sin karriär för Redbergslid. Redbergslid dominerade vid denna tid svensk handboll och man vann flera allsvenska seriesegrar på rad, men SM som avgjordes genom cupspel var man inte lika framgångsrika i, men 1947 lyckades man vinna. Olsson var vid denna tid bättre som utomhushandbollsspelare och tog fyra utomhustitlar med Redbergslid.

### I landslaget
Lars-Erik Olsson spelade 35 landskamper under åren 1947–1958 och avslutade med VM-guldet 1958. Han är Stor Grabb. Landskampsdebut i Köpenhamn mot Danmark utomhus. Sverige vann med 8–6 och Olsson gjorde ett mål. Samma år deltog han i landskampssegern mot Österrike (9–6) och gjorde två mål. Han deltog sedan i kvalmatcherna inför ute-VM 1948 och i det vinnande VM-laget 1948. Han hade 1953 spelat 11 utelandskamper och gjort 15 mål. Olssons landslagsdebut inomhus skedde mot Danmark i Göteborg 1947, svensk seger 9–4. Han hade sedan en period han inte deltog i landslaget men återkom till VM-turneringen 1958 och var med i guldlaget 1958.

## Meriter.
- VM-guld utomhus 1948 i Paris med Sveriges landslag
- VM-guld inomhus 1958 med Sveriges landslag
- 4 SM-guld utomhus för 11-mannalag med Redbergslids IK
- 3 SM-guld inomhus 1947, 1954 och 1958 med Redbergslids IK